# Ротвайль (район)
Район Ротвайль (нім. Landkreis Rottweil) — район землі Баден-Вюртемберг, Німеччина. Район підпорядкований урядовому округу Фрайбург. Центром району є місто Ротвайль. Населення становить 140 166 ос. (станом на 31 грудня 2020), площа  — 769,42 км².

## Демографія
Густота населення в районі становить 181 чол./км².
| Рік             | Населення |
| --------------- | --------- |
| 31. грудня 1973 | 131.555   |
| 31. грудня 1975 | 129.074   |
| 31. грудня 1980 | 127.567   |
| 31. грудня 1985 | 125.797   |
| 27. травня 1987 | 126.796   |

| Рік             | Населення |
| --------------- | --------- |
| 31. грудня 1990 | 133.059   |
| 31. грудня 1995 | 138.944   |
| 31. грудня 2000 | 140.873   |
| 31. грудня 2005 | 142.148   |
| 31. грудня 2010 | 139.316   |

## Міста і громади
Район поділений на 6 міст та 15 громад.